# Итури
Итури (на френски и на суахили: Ituri) е регион, обхващащ едноименната провинция в североизточната част на Демократична република Конго, заета предимно от гората Итури. Регионът е с площ от 105 000 km2, изцяло покрит с екваториални гори. През него преминава едноименната река Итури, приток на Конго. Долното течение на река Итури носи името Арувими. Столица на провинцията е град Буния.
Климатът в Итури и типично екваториален – температурите са високи през цялата година със средни стойности около 30 градуса Целзий. Дъждовете са почти ежедневни и проливни, типични за екваториалните области. Средните годишни количества валежи са около 3000 mm (l/m2). Това поддържа дъждовните екваториални гори на Итури, притежаващи изключително разнообразие на растения и животни, уникално в световен мащаб.
Мястото може да се определи като „рай на африканската дива природа“, защото тук е регистрирано най-голямото биоразнообразие в Африка и едно от най-големите в света. Срещат се над 30 000 вида цветни растения, над 1400 вида птици, 400 вида бозайници и други.
Има редки животински видове като окапите, горилите, шимпанзетата, леопардите, слоновете и др., а също и много папагали, сред които е кралското жако. Реките са дом на много видове риби, а също и на гиганти като хипопотамите и страховития нилски крокодил, двете животни, за които се твърди, че вземат най-много жертви в Африка. Счита се, че крокодилите от района Итури са сред най-големите крокодили в света. През 1968 г. в река Итури е уловен нилски крокодил с дължина 7,5 метра и тегло 1300 kg, който се счита за рекорден по размери, заедно с един крокодил, уловен през 1973 г. в Руанда. Освен нилския крокодил други гиганти сред влечугите са дългия 2 метра нилски варан и питони и змии боа, някои от които достигат дължина 9 метра. От отровните змии тук се срещат много видове, като най-известни са кобрите, сред които и вида плюеща кобра, която изхвърля отровата си на струя в очите на нападателя или жертвата и така може да я ослепи.
Срещат се и много ендемити. Голяма част от растенията и животните в Итури все още са напълно непознати на науката.
Итури се населява от различни народностни групи, сред които най-вече се отличават племената на пигмеите, които все още живеят откъснати от цивилизацията и като ловци и събирачи. Най-многобройно от пигмейските племена в Итури е Бамбуту, които се считат за най-ниските пигмеи и най-ниските хора на света. Средният им ръст е 135 cm (другите пигмейски племена са около 150 cm високи).
Първият европеец, достигнал и изследвал Итури е Хенри Мортън Стенли през 1888 г. През 1891 г. регионът става част от белгийската колония Конго. В началото на 20 век Итури става част от маршрут на много експедиции. През 1901 г. тук английския изследовател Хари Джонстън открива окапи, най-типичното за Итури животно.
Преди откриването си, това странно и може би най-типично за Итури животно се е считало за митично и хората не вярвали на разказите на местните жители, че съществува докато Джонстън не го открива. Експедиция в Итури е водел и знаменитият изследовател и ловец Джон Хантър през 1930 г., който в своя биографичен пътепис „Саваните на Кения“ описва гората Итури, нейният животински свят и бита на пигмеите, живеещи в този регион. В експедицията му, водена от професор Акройд участва и Безеденхут, холандски авантюрист, направил първите снимки на окапи през 1926 г. Дотогава малко хора са вярвали в съществуването на окапите. Пигмеите Бамбуту разказват и за много други странни животни, сред които и гигантски влечуги, непознати на науката. Всъщност като цяло до днес района Итури е една от най-слабо проучените области на планетата. Голяма част от представителите на местната флора и фауна са все още непознати на науката.
Днес освен „ноев ковчег“ за природата, заради огромното разнообразие на флора и фауна, Итури е център на военни конфликти, които разкъсват района в последните години. Те са предимно на етническа основа и започват през 1996 г. между народностните групи хема и ленду. През 1999 г. отношенията между двете страни се стабилизират временно, но през 2003 г. конфликтът избухва отново. В тази война загиват около 60 000 души по данни на ООН към 2006 г. Причината се корени още в колониалния период, когато представителите на етноса хема биват считани от белгийското правителство за по-привилегировани и поради това те се превръщат във водеща сила в региона. След като през 1963 г. Белгийско Конго извоюва независимост, хема започват репресии към обитаващите района ленду, вследствие на което през 1972 г. между двете групи започват военни сблъсъци, които обаче са преустановени година по-късно. Нов конфликт избухва през 1985 г. и отново продължава кратко до 1996 г., когато достига връхната си точка.